# Campionati europei di salto ostacoli 1989
I Campionati europei di salto ostacoli 1989 si sono svolti a Rotterdam, nei Paesi Bassi. 

## Podi
| Evento           | Oro           | Argento          | Bronzo      |
| Gara individuale | John Whitaker | Michael Whitaker | Jos Lansink |
| Gara a squadre   | Regno Unito   | Francia          | Svizzera    |

## Medagliere
| Posiz. | Nazione     | Oro | Argento | Bronzo | Totale |
| ------ | ----------- | --- | ------- | ------ | ------ |
| 1      | Regno Unito | 2   | 1       | 0      | 3      |
| 2      | Francia     | 0   | 1       | 0      | 1      |
| 3      | Svizzera    | 0   | 0       | 1      | 1      |
| 3      | Paesi Bassi | 0   | 0       | 1      | 1      |
| Totale | Totale      | 2   | 2       | 2      | 6      |